# Club Joventut de Badalona 2001-2002
Questa voce raccoglie le informazioni riguardanti il Club Joventut de Badalona nelle competizioni ufficiali della stagione 2001-2002.

## Stagione
La stagione 2001-2002 del Club Joventut de Badalona è la 46ª nel massimo campionato spagnolo di pallacanestro, la Liga ACB.

## Roster
Aggiornato all'1 febbraio 2025.
| DKV Joventut Badalona 2001-02 | DKV Joventut Badalona 2001-02 |
| Giocatori                     | Staff tecnico                 |
| ----------------------------- | ----------------------------- |

| N. | Naz.                                       | Ruolo | Nome                 | Anno | Alt.   | Peso   |  |
| -- | ------------------------------------------ | ----- | -------------------- | ---- | ------ | ------ |  |
| 4  | Francia (bandiera)                         | P     | Stéphane Dumas       | 1978 | 190 cm | 77 kg  |  |
| 5  | Spagna (bandiera)                          | P     | Rafael Jofresa (C)   | 1966 | 183 cm | 81 kg  |  |
| 6  | Stati Uniti (bandiera)                     | C     | Tanoka Beard         | 1971 | 204 cm | 118 kg |  |
| 9  | Nigeria (bandiera) · Spagna (bandiera)     | A     | Souley Drame         | 1980 | 202 cm | 101 kg |  |
| 10 | Argentina (bandiera) · Italia (bandiera)   | G     | Juan Espil           | 1968 | 194 cm | 90 kg  |  |
| 11 | Spagna (bandiera)                          | C     | Antonio Bueno        | 1980 | 208 cm | 108 kg |  |
| 12 | Argentina (bandiera) · Italia (bandiera)   | GA    | Maximiliano Reale    | 1973 | 200 cm | 92 kg  |  |
| 12 | Russia (bandiera)                          | AC    | Dmitri Flis          | 1984 | 203 cm | 98 kg  |  |
| 13 | Francia (bandiera)                         | AC    | Mehdi Labeyrie-Hafsi | 1978 | 203 cm | 104 kg |  |
| 14 | Stati Uniti (bandiera)                     | AG    | Maceo Baston         | 1976 | 208 cm | 104 kg |  |
| 15 | Spagna (bandiera)                          | AP    | Álex Mumbrú          | 1979 | 202 cm | 103 kg |  |
| 16 | Stati Uniti (bandiera) · Belgio (bandiera) | G     | Daren Queenan        | 1966 | 195 cm | 86 kg  |  |
| 17 | Spagna (bandiera)                          | G     | Xavi Ventura         | 1981 | 192 cm |        |  |
| 17 | Spagna (bandiera)                          | P     | Josep Maria Guzmán   | 1984 | 182 cm | 68 kg  |  |
| 18 | Spagna (bandiera)                          | AP    | Rudy Fernández       | 1985 | 195 cm | 78 kg  |  |

| Allenatore                                                        |
| - Manel Comas                                                     |
| Assistente/i                                                      |
| - Joan Plaza Legenda - (C) Capitano - (IN) Inattivo - Infortunato |

## Mercato

### Sessione estiva
| Acquisti | Acquisti             | Acquisti         | Acquisti   | Acquisti |
| R.a      | Nome                 | da               | Modalità   |          |
| -------- | -------------------- | ---------------- | ---------- | -------- |
| G        | Juan Espil           | Virtus Roma      | definitivo |          |
| AC       | Maceo Baston         | Montecatini S.C. | definitivo |          |
| AC       | Mehdi Labeyrie-Hafsi | Montpellier      | definitivo |          |
| C        | Tanoka Beard         | Fenerbahçe       | definitivo |          |
| C        | Antonio Bueno        | Real Madrid      | definitivo |          |

| Cessioni | Cessioni              | Cessioni       | Cessioni       | Cessioni |
| R.       | Nome                  | a              | Modalità       |          |
| -------- | --------------------- | -------------- | -------------- | -------- |
| G        | Josep Pacreu          | Gijón          | fine contratto |          |
| G        | Slaven Rimac          | Olimpia Milano | fine contratto |          |
| AC       | Ferrán Martínez       | Peristeri      | fine contratto |          |
| AC       | Crawford Palmer       | Cáceres        | fine contratto |          |
| C        | Peter Ezugwu          | Breogán        | fine contratto |          |
| C        | Warren Kidd           | Gran Canaria   | fine contratto |          |
| C        | Borja Vidal Fernández | Melilla        | fine contratto |          |
| C        | Albert Miralles       | Ourense        | fine contratto |          |

### Dopo l'inizio della stagione
| Acquisti | Acquisti      | Acquisti | Acquisti        | Acquisti   |
| R.       | Nome          | da       | Data            | Modalità   |
| -------- | ------------- | -------- | --------------- | ---------- |
| G        | Daren Queenan | Cáceres  | 12 gennaio 2002 | definitivo |

| Cessioni | Cessioni | Cessioni | Cessioni | Cessioni |
| R.       | Nome     | a        | Data     | Modalità |
| -------- | -------- | -------- | -------- | -------- |